# Phobolosia bilineata
Phobolosia bilineata là một loài bướm đêm trong họ Erebidae.